# Roppongi

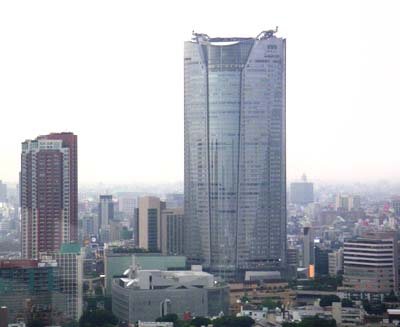
Roppongi Hills

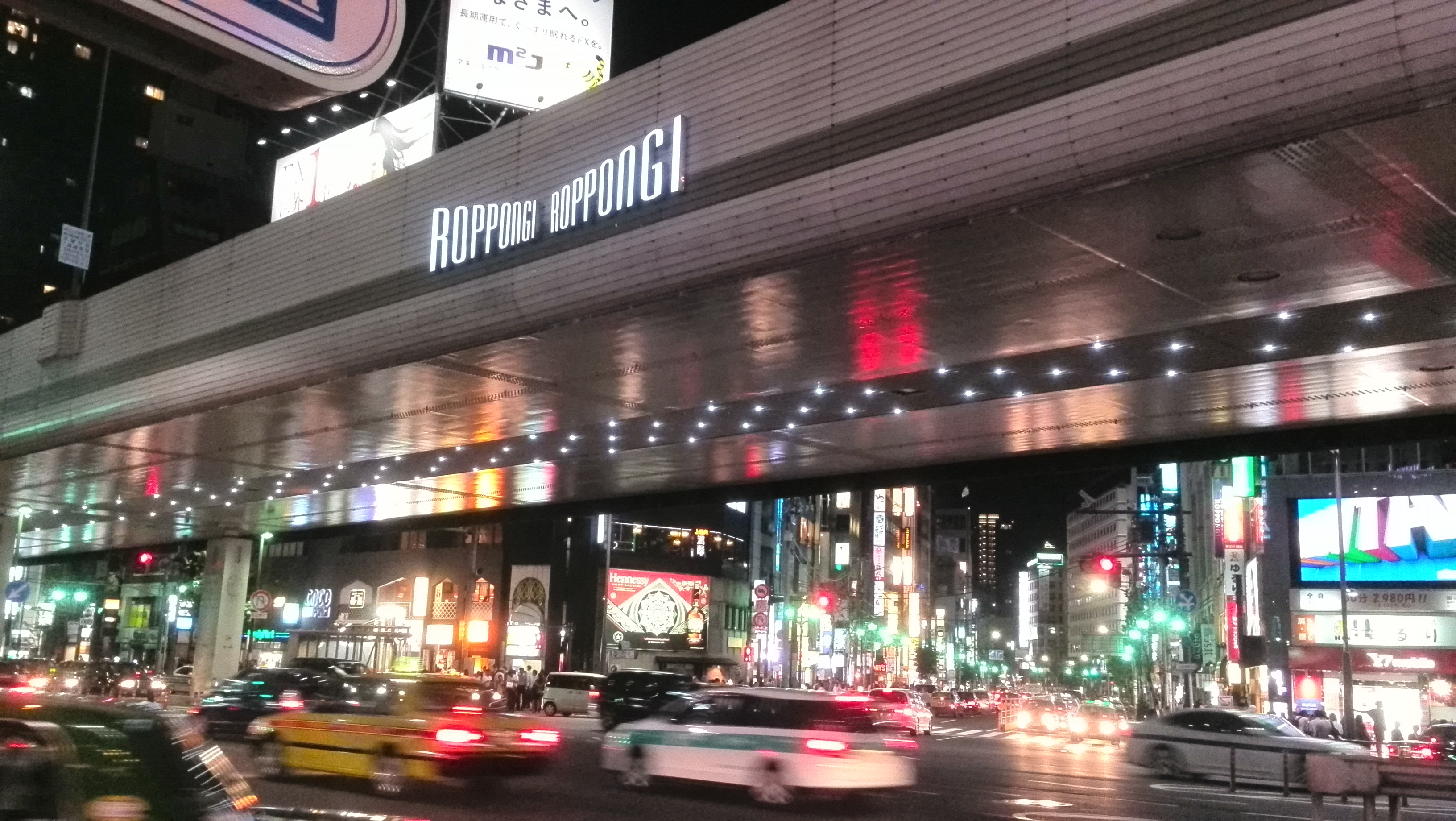
Roppongi bei Nacht

Roppongi (japanisch 六本木, wörtlich: sechs Bäume) ist Teil des Bezirks Minato, Präfektur Tokio, mit der Roppongi-Kreuzung als Mittelpunkt. In Roppongi befindet sich der U-Bahnhof Roppongi als Halt der U-Bahnen der Ōedo-Linie der Toei-U-Bahn und der Hibiya-Linie der Tōkyō Metro.

## Nachtleben
Roppongi liegt räumlich in der Nähe des Regierungsviertels und damit vieler Botschaften, einer US-Army-Kaserne und -Verwaltung sowie einer großen Anzahl von Konzernzentralen international tätiger Unternehmen. Deshalb entwickelte es sich nach dem Zweiten Weltkrieg, insbesondere ab den 1960er Jahren, zu einem zentralen Treffpunkt für Ausländer und international orientierte, junge, meist reiche Japaner.
Seinen Höhepunkt hatte Roppongis Nachtleben in der Bubble-Economy-Phase in der zweiten Hälfte der 1980er Jahre, als eine große Anzahl von Diskotheken und Bars die Unterhaltungselite anzog. Mit Zusammenbruch der Bubble-Economy zu Beginn der 1990er Jahre gerieten viele der Diskotheken und Klubs jedoch in eine Krise. Herausragend war das mittlerweile abgerissene Velfarre, das zu Ende der Boomphase eingeweiht wurde und seinerzeit die größte Disko Asiens mit damals herausragender Licht- und Tonanlage war. Mit der Schließung des Vanilla im März 2007 ist auch der letzte große Club aus dieser Gegend verschwunden. Dennoch wurde und wird Roppongi immer schon von vielen kleineren Clubs und Diskos geprägt, was dazu führt, dass es nach Kabukichō in Shinjuku – mit viel Rotlichtmilieu – und Shibuya – mit vielen Angeboten für die Jugend – die drittgrößte Konzentration an Diskotheken und Bars in Tokio hat.
Die Politiker des Stadtbezirks Minato, in dem Roppongi liegt, streben danach, den Stadtteil mehr und mehr in ein Geschäfts- und Einkaufsviertel umzuwandeln und das Image eines Vergnügungsviertels zu beseitigen. Diese Linie hat im Verbund mit der Politik der harten Hand gegen Drogen und Prostitution des seit 1999 regierenden Gouverneurs der Hauptstadtpräfektur Tokio, Shintarō Ishihara, dazu geführt, dass seit 2006 keine Diskotheken mit Lizenzen für Tanzveranstaltungen nach zwei Uhr nachts mehr existieren. In der Praxis hat sich aber kaum etwas geändert; die unzähligen Clubs und Diskos haben sich wie die Prominenten-Disko Lexington Queen entweder zu selbsternannten „Mitglieder“-Clubs erklärt (was einzig und allein durch „Members Only“-Schilder am Eingang erkennbar ist) oder sie haben, wie die Gas-Panic-Clubs, ein paar Tische und Hocker auf der Tanzfläche aufgestellt, die das Tanzen unterbinden sollen, aber in der Praxis einfach umtanzt werden.

## Einkaufs- und Bürokomplexe
Einen neuen Impuls erhielt Roppongi 2003 durch den fast 2,5 Milliarden Euro teuren Roppongi-Hills-Komplex. Der zentrale Mori Tower mit einer Höhe von 238 Metern und 54 Stockwerken beherbergt unter anderem das Mori-Kunstmuseum, das Virgin-Toho-Großkino, eine große Anzahl von Luxusrestaurants und Markengeschäften sowie die Büros vieler bekannter Firmen wie Goldman Sachs, Lehman Brothers, J-WAVE, Konami, Rakuten, Livedoor und Yahoo! Japan. Daran angegliedert sind das Grand-Hyatt-Hotel Tokyo, die Studios von TV Asahi sowie zwei Hochhäuser mit Luxus-Appartements.
Ein weiterer Schritt war die Fertigstellung des Tokyo-Midtown-Komplexes der Mitsui-Gruppe im März 2007. Während Roppongi-Hills sich durch seine luxuriös wirkende Bauweise und hohen Mieten auszeichnet und zunehmend Probleme hat, Mieter zu finden, ist das Midtown Project auf preislich attraktivere Mieten und Geschäfte ausgelegt.
Beide Komplexe sind über den U-Bahnhof Roppongi direkt an das U-Bahn-Netz der Hibiya-Linie bzw. Ōedo-Linie angeschlossen.